# مخلوف مخلوفي بن قسيم
مخلوف مخلوفي بن قسيم (1917-1961) شخصية ثورية وقائد عسكري جزائري  ، يعد أحد قادة الثورة الجزائرية و جبهة التحرير الوطني الجزائرية ، لقب بـصقر الصحراء، له دور مهم كقائد عسكري في مواجهة الإستعمار الفرنسي للجزائر ، كما كان منظرا ومهندسا عسكريا بامتياز، يحسن التخطيط والتنظيم والتنظير المدني والعسكري، كان صاحب رؤية واضحة إتجاه قضيته الوطنية وعدالتها ووجوب دحره للمستعمر، قاد أكبر المعارك بالمنطقة الثالثة في الولاية السادسة التاريخية عرف بإنسانية وعلاقة الأبوة بينه وبين المواطنين من جهة والمجاهدين من جهة أخرى، أشتهر بصيد الغزال في طفولته وشبابه و إسقاط الطائرات في جهاده بـالولاية السادسة التاريخية عموما والمنطقة الثالثة الناحية الثانية بالخصوص .

## نشأته
هناك، حيث الدور المضاءة بالفوانيس الذابلة وحيث المخاوف والوجوم يسكنان العيون الكسيرة، نشأ الطفل «مخلوف بن قسيم» .
طفل لم يكن كغيره من أطفال القرية... فهو لم يرتد الكتّاب يوما، ولم تحمل أنامله قلم القصب، ولم يكتب على لوحته سورة الفيل، ولم يستنشق رائحة المداد.
لم يكن للطفل ألعابٌ لطيفة، ولا أحلامٌ جميلة، ولا طريقٌ مرصوفٌ إلى المدرسة
لعبته الوحيدة كانت بندقية مهترئة، يحتضنها بشغف بالغ، يصوبها تارة نحو أهداف وهمية، وتارة أخرى نحو كثير من الحيوانات التي كانت تزخر بها المنطقة من غزلان وضباء وحجلان.
يعدو الطفل في مسالك الزمن، مسالكَ محفوفةٍ بالجمر والنيران، يتسلق الأيام والشهور والسنين في قفر منسي على هامش التاريخ، حتى أعاد التاريخَ إلى التاريخِ، وأرّخ فصلا من فصول الثورة التحريرية. تلك هي سيرة الطفل. والرجل، والشهيد البطل، الذي حفظته الذاكرة الوطنية باسم صقر الصحراء 
هو مخلوف مخلوفي بن قسيم، قصة تضاف إلى قصص أخرى كتبت بالدم والنار في سجل الثورة الجزائرية عن البطولات والتضحيات والفداء.
ليس بعيدا عن واحة الزعاطشة أين قامت واحدة من أكبر الثورات الشعبية في الجزائر ضد الاستدمار الفرنسي سنة 1849مقاومة الزعاطشة، ولم يزل متحف الإنسانيحتفظ إلى اليوم بجماجم قادة تلك الثورة .
وتحديدا في دشرة فرفار بمدينة طولقة التابعة لولاية بسكرة في الجنوب الشرقي للجزائر، ولد مخلوف مخلوفي المدعو بن قسيم سنة 1917 لعائلة بدوية ألفت تتبعَ رحلتي الشتاء والصيف.
نشأ مخلوف بن قسيم على كل ما في البداوة من فضائل، وأتقن القنص، حتى إن رميه لم يكن يخطئ هدفا... فأشتهر بصياد الغزال.